# Thomas Combezou

a Compétitions nationales et continentales officielles uniquement.

Thomas Combezou, né le 26 janvier 1987 à Tulle (Corrèze), est un joueur français de rugby à XV qui joue au poste de centre.

## Biographie
Thomas Combezou naît à Tulle dans le département de la Corrèze en France. Durant sa jeunesse, il commence la pratique du rugby à XV au sein de l'US Ussel avant de rejoindre le centre de formation de l'ASM Clermont Auvergne.
En novembre 2021, il est invité dans l'équipe des Barbarians français pour affronter les Tonga au Matmut Stadium Gerland de Lyon. Les Baa-Baas s'impose 42 à 17 grâce à six essais inscrits.
Il subit en décembre 2022 un arrachement du ligament interne et d'une rupture du ligament croisé antérieur d'un genou. Il décide d'arrêter sa carrière au CO en 2023 pour reprendre une exploitation agricole avec sa famille en Corrèze.

## Palmarès

### En club
Avec le Castres olympique
- Championnat de France de Top 14 :
  - Champion (1) : 2018
  - Finaliste (1) : 2022

Avec l'ASM Clermont Auvergne
- Challenge Européen :
  - Vainqueur (1) : 2007
- Championnat de France de Top 14 :
  - Finaliste (1) : 2009[7]
- Championnat de France Espoirs :
  - Champion (1) : 2006

Avec l'Atlantique stade rochelais
- Championnat de France de Pro D2 :
  - Vice-champion (1) : 2010

Avec l'US Ussel
- Championnat de France Cadet Alamercery  :
  - Vice-champion (1) : 2003

### En équipe nationale
- Équipe de France à 7 :
  - 2008

- Équipe de France -21 ans :
  - 2007

- Équipe de France -19 ans :
  - 2006
  - 2005

- Équipe de France -18 ans :
  - 2005